# 胡松 (嘉靖進士)
胡松（1503年—1566年） ，字汝茂，號栢泉，南直隸滁州（安徽省滁州市）人，明朝政治人物，官至吏部尚書。

## 生平
嘉靖七年（1528年）戊子科應天府鄉試第七十八名舉人。嘉靖八年（1529年）聯捷己丑科進士。升南京禮部精膳司署郎中。十七年十月出爲湖廣布政司右參議，升山西提學副使、山西左參政，因蒙古入侵，迫近太原，被給事中馮良知彈劾，斥為民。家居十餘年。期間屢獲舉薦而不得批准。
嘉靖三十五年（1556年），因趙文華舉薦，起為陝西參政，分守平涼。嘉靖三十八年，升浙江按察使。次年，任浙江右布政使。嘉靖四十年（1561年），升江西左布政使，以都察院右副都御史、巡撫江西。任內平定當地盜亂，晋升兵部右侍郎。又會同其他部隊破福建倭寇，三年後召還都察院，進兵部左侍郎，改吏部左侍郎，遷南京兵部尚書，參贊機務。代郭朴為吏部尚書。卒於任內，贈太子少保，諡恭肅。

## 著作
著有《胡莊肅公文集》。

## 家族
曾祖胡能；祖父胡璉；父胡江，母倪氏。具庆下。